# Pitcairnia brittoniana
Pitcairnia brittoniana (Mez) Mez, 1935 è una pianta appartenente alla famiglia delle Bromeliaceae.